# Das Ziel

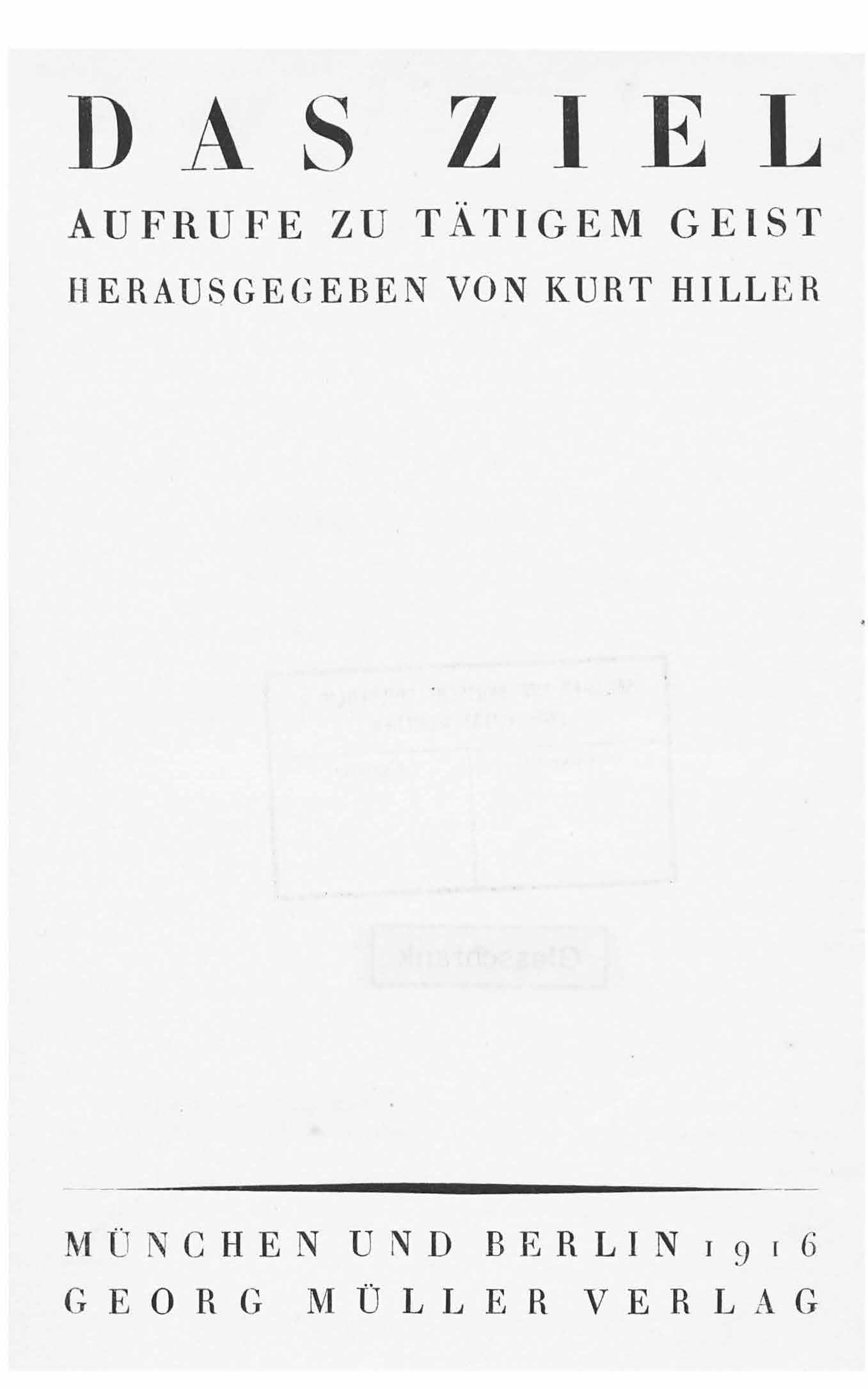
Deckblatt der Zeitschrift

Das Ziel. Aufrufe zu tätigem Geist ist eine Zeitschrift, die der Autor Kurt Hiller begründete und von 1916 bis 1923 herausgab. 1923 folgte der fünfte und letzte Band unter dem Titel Geistige Politik.
In dieser Zeitschrift arbeitete Hiller gemeinsam mit weiteren Autorinnen und Autoren am Konzept des Aktivismus und entwickelt unter anderem die Idee zu einer Logokratie. Der Aktivismus stellt innerhalb des deutschen Expressionismus eine eigenständige Strömung dar, die jüngst unter anderem von Knut Cordsen in seinem Buch Die Weltverbesserer (2022) in einer Überblicksdarstellung behandelt wird.
In dieser Zeitschrift erschienen Nachdrucke (z. B. Heinrich Mann, Jean-Jacques Rousseau, Oscar Wilde) und neue Texte von unter anderem Hedwig Dohm, Max Brod, Walter Benjamin oder Franz Werfel. Der letzte Beitrag in den Bänden stammt jeweils von Hiller selbst.
In seinem Text Philosphie des Ziel (erschienen in der Ausgabe von 1916) formuliert er verschiedene Ziele, die er im Rahmen seiner philosophischen Ausrichtung verfolgt. Das übergeordnete Ziel ist die Gründung des „Bundes der Geistigen“, deren Mitglieder sich aktiv für den Weltfrieden einsetzen sollen. Ziele sind Weltverbesserung und Weltfrieden. Hillers Ziele sollen vor allem pazifistisch verfolgt werden. Seine Philosophie ist als Gegenstück zum Konzept „L’art pour l’art“ zu beschreiben.
Die Bände werden unter anderem wegen ihres pazifistischen, antireligiösen und revolutionären Inhalts nach Veröffentlichung verboten. Der erste Band wurde mit einer Auflage von wohl 4000 Exemplaren gedruckt.
Das Schlagwort Aktivismus ersann Hiller mit Schriftstellerkollegen im Herbst 1914, bevor die Zeitschrift ins Leben gerufen wurde.

## Inhaltsverzeichnis der einzelnen Bände

### 1. Ausgabe 1916 (in Reihenfolge des Inhaltsverzeichnis)
- Mann, Heinrich: Geist und Tat
- Blüher, Hans: Die Untaten des bürgerlichen Typus
- Kayser, Rudolf: Krieg und Geist
- Nelson, Leonard: Vom Beruf der Philosophie unserer Zeit für die Erneuerung des öffentlichen Lebens
- Peschke, Kurt: Rechtsphilosophie
- Kerr, Alfred: Aufgaben für die Friedenszeit
- Brod, Max: Organisation der Organisationen
- David, Eduard: Der Krieg und das Bevölkerungsproblem
- Werfel, Franz: Brief an einen Staatsmann
- Rubiner, Ludwig: Die Aenderung der Welt
- Wyneken, Gustav: Schöpferische Erziehung
- Leonhard, Rudolf: Die Sezession der Universität
- Benjamin, Walter: Das Leben der Studenten
- Joel, Ernst: Kameradschaft
- Dohm, Hedwig: Der Friede und die Frauen
- Wolfenstein, Alfred: Weiberdämmerung
- Drey, Arthur: Zeit gegen Zeit
- Hiller, Kurt: Philosophie des Ziels

### 2. Ausgabe 1917/1918
- Eeden, Frederik van: Der königliche Mensch
- Blüher, Hans: Der Bund der Geistigen
- Hiller, Kurt: Notiz über Nienkamp
- Brod, Max: Aktivismus und Rationalismus
- Kayser, Rudolf: Aufklärung
- Verweyen, Johannes M.: Dozent und Student
- Hesse, Otto Ernst: Rednerische Erziehung
- Leonhard, Rudolf: Kultur und Parlamentarismus
- Natonek, Hans: Machtpolitik, Kulturpolitik und ein Drittes
- Gerlach, Hellmut von: Die Liga der Nationen
- Hiller, Kurt: Zentralstelle ‚Völkerrecht‘
- Stöcker, Helene: Militarisierung der Jugend und Mütterlichkeit
- Lask, Berta: Brief einer Frau an ihre Freunde hinter den Bergen
- Lemm, Alfred: Von der Aufgabe der Juden in Europa
- Werfel, Franz: Die christliche Sendung. Offener Brief an Kurt Hiller
- Kurella, Alfred: Brief an Franz Werfel
- Hiller, Kurt: Zur Ergänzung
- Rousseau, Jean-Jacques: Christentum und Staat
- Weltsch, Felix: Erlebnis und Intention
- Friedlaender, S.: Individuum
- Thiess, Frank: Oekonomie der Kräfte
- Leonhard, Rudolf: Verkehr und Gemeinschaft
- Bauermeister, Friedrich: Von der Grossstadt
- Kesser, Hermann: Der Journalismus und die politische Seele
- Lassalle, Ferdinand: Unser Hauptfeind – die Presse
- Hiller, Kurt: Die Neue Volkstümlichkeit
- Weber, Carl Maria: Der politische Dichter
- Mattheus, Richard: Vom herrschenden und dienenden Staat
- Rubiner, Ludwig: Mitmensch
- Mann, Heinrich: Das junge Geschlecht
- Wyneken, Gustav: Die Jugendburg
- Matthias, Leo: Taktik. Taktik
- Hiller, Kurt: Ein Deutsches Herrenhaus

### 3. Ausgabe 1919
- Wilde, Oscar: Durch Sozialismus zum Individualismus
- Wegner, Armin T.: Genug vom Kriege
- Stöcker, Helene: Die Revolution des Herzens
- Leonhard, Rudolf: Endkampf der Waffengegner
- Hiller, Kurt: Anti-Kain
- Hiller, Kurt: Die Abschaffung der Wehrpflicht
- Matthias, Leo: Ecce Magister
- Koch-Dieffenbach, Hans: Der Weg zum Bolschewismus
- Rilla, Walther: Der Irrtum Lenin's
- Sinzheimer, Hugo: Zur Ideenlehre von Karl Marx
- Lassalle, Ferdinand: Arbeiter – Produktivgenossenschaften
- Goldschmidt, Alfons: Der Weg
- Nienkamp, Heinrich: Popper-Lynkeus und die soziale Frage
- Kayser, Rudolf: Revolution der Erziehung
- Hiller, Kurt: Pädagogik und Pazifisten
- Verweyen, Johannes M.: Lehrfreiheit
- Schüller, Hermann: Ueber das Prinzip der freien Hochschulgemeinde
- Cuntz, Erwin: Antikratie
- Matthias, Leo: Frank Wedekind und die Unsterblichen
- Kayser, Rudolf: Die Neuen Dichter in die Neue Schule
- Thiess, Frank: Das Pressgericht
- Hirschfeld, Magnus: Erdballstaat
- Wyneken, Gustav: Demokratie und Revolution
- Müller, Robert: Revolutionäre Typen
- Holitscher, Arthur: Anmerkung zu den ersten Tagen
- Leonhard, Rudolf: Der Fall Eisner
- Flake, Otto: Politisierung mehr als je
- Weber, Carl Maria: Welt-Dämmerung. 8. Mai 1919
- Hiller, Kurt: Notenwechsel mit einem Literaten in München
- Hiller, Kurt: Ueberlegungen zur Eschatologie und Methodologie des Aktivismus
- Hiller, Kurt: Anhang: Dokumente

### 4. Ausgabe 1920
- Gareis, Karl: Brief an den Herausgeber
- Müller, Robert: Gralsschar des Geistes
- Coudenhove-Kalergi, Richard: Die Zukunftsmöglichkeit des Neo-Aristokratisch Prinzipes
- Hiller, Kurt: Anmerkungen des Herausgebers
- Wendel, Friedrich: Kritik der Revolution
- Deri, Max: Kunst und Sozialismus
- Jansen, Franz M.: Aktivistische Malerei
- Müller, Robert: Die Geist-Rasse
- Hiller, Kurt: Ludwig Rubiner ist tot
- Hiller, Kurt: Ein Leninist
- Wegner, Armin T.: Menschenrecht
- Emmel, Felix: Eros als Träger des Ethos
- Lask, Berta: Nachklänge einer sozialistischen Erziehungskonferenz
- Braun, Otto: Vom Naturaberglauben des Marxismus und seiner Brüderlichkeit
- Tieck, Paulus: Fiktionen
- Ossietzky, Carl von: Der Revolutionär ringt mit seinem Popanz
- Friedlaender, S.: Der Antichrist und Ernst Bloch
- Kubin, Alfred: S. Friedlaender, Schöpferische Indifferenz
- Ulitz, Arnold: Der ideale Bücherladen
- Koch-Dieffenbach, Hans: Erläuterungen zu dem politischen Gespräch ‚Der Weg zum Bolschewismus‘
- Jacob, Heinrich Eduard: Wehrpflicht ist Kommunismus
- Wegner, Armin T.: Die Verbrechen der Stunde – die Verbrechen der Ewigkeit
- N. N.: Dokumente des aktiven Pazifismus
- Leonhard, Rudolf: Das Problem der Gewalt und der bürgerliche Pazifismus
- Haubach, Theodor: Zur Krisis der Revolution
- Chenneviere, Georges: Gebet
- Flake, Otto: Feststellung
- Müller, Robert: Der Kreis des Aktivismus
- Hiller, Kurt: Kongressbericht
- Hiller, Kurt: Logokratie oder Ein Weltbund des Geistes

### 5. Ausgabe 1923
- Weber, Carl Maria: Meerfahrer
- Mann, Heinrich: Gierigstenherrschaft
- Natonek, Hans: Das Geheimnis
- Coudenhove-Kalergi, R.N.: Die nationale Frage
- Wendel, Friedrich: Nation und Internationale
- Ströbel, Heinrich: Notwendigkeit und Wille im Geschichtsprozeß
- Korsch, Karl: Der junge Marx als aktivistischer Philosoph
- Gathmann, Hans: Masse und Führer
- Hiller, Kurt: Positives zum Fall Fechenbach
- Linke. Paul F.: Zur Kritik der christlichen Ethik
- Grünewald, Alfred: Notizen
- Hierl, Ernst: Über Wyneken und Blüher, über Priester- und Königtum
- Marcus, Hugo: Die Entlarvung der Tiefe
- Jacob, Heinrich Eduard: Auch Calderon
- Fischer, Hans W.: Wo wir stehen und warum
- Siemsen, Hans: Der große Betrug
- Schwantje, Magnus: Kritik der Tolstoi'schen Lehren von der Verwerflichkeit jeder Gewalt
- Blochert, Willy: Es gibt Hilfe, wenn ihr wollt
- Hiller, Kurt: Die neue Partei; oder: Politik der Synthese
- Hiller, Kurt: Lest

## Ausgaben
- Das Ziel. Aufrufe zu tätigem Geist. Hrsg. v. Kurt Hiller. Zweite Auflage. München; Berlin: Georg Müller Verlag, 1916.
- Tätiger Geist. Zweites der Ziel-Jahrbücher. 1917/1918. Hrsg. v. Kurt Hiller. München; Berlin: Georg Müller Verlag, 1918.
- Das Ziel. Jahrbücher für geistige Politik. Jahrbuch III. Hrsg. v. Kurt Hiller. Leipzig: Kurt Wolff Verlag, 1919.
- Das Ziel. Jahrbücher für geistige Politik. Vierter Band. Hrsg. v. Kurt Hiller. München: Kurt Wolff Verlag, 1920.
- Geistige Politik. Hrsg. v. Kurt Hiller. Wien, Ziel-Verl. 1923.